# Roger Trinquier
Roger Trinquier, född 20 mars 1908 i La Baume, död 11 januari 1986 i Vence, var en fransk överste, som har spelat en avgörande roll i utvecklingen av teorier om subversiv krigföring och kontraterrorism.  

## Biografi
Trinquier var posterad i Kina under 1930-talet och lärde sig då tala kinesiska. Han deltog mellan 1940 och 1946 i den franska Shanghaikoncessionen. När Japan ockuperade Kina år 1937, lämnades den franska Vichyregimens styrkor beväpnade och ostörda, tills mars 1945 då de fängslades. Till skillnad från många andra Vichy-officerare behölls Trinquier i tjänst efter kriget på grund av att han uppmärksammades av general Raoul Salan. Trinquier alternerade mellan postering i Franska Indokina och vid befälsutbildningen i försvaret. År 1951 blev han befälhavare över Groupement de commandos mixtes aéroportés (GCMA), alla antikommunistiska gerillor i norra Indokina (Tonkin); hans grupp rönte framgångar fram till slaget vid Dien Bien Phu år 1954 då de franska styrkorna tvingades dra sig tillbaka från Indokina.
År 1957, under självständighetskriget i Algeriet, kommenderades Trinquier till Algeriet. Han begärde avsked från armén 1961 och begav sig till Kongo för att stödja Katangarebellerna under Moïse Tshombe.
När femte republiken utropades av Charles de Gaulle skrev Trinquier boken Le coup d'état du 13 mai i vilken han förklarade de Gaulles handling vara en statskupp.

## Den moderna krigföringen
Trinquier är en framträdande teoretiker för vad han kallade La guerre moderne, ett ”system av handlingar i förening – politiska, ekonomiska, psykologiska, militära – som strävar efter att övermanna en etablerad auktoritet i ett land och ersätta den med en annan” (La guerre moderne, kapitel 2). Han var kritisk till den traditionella arméns oförmåga att besvara den nya krigföringen, som tog sig uttryck i gerillor. Taktikerna innefattade små och rörliga elitförband, tortyr, att inrätta styrkor för självförsvar rekryterade från lokalbefolkningen, tvångsförflyttning till läger, såväl som psykologiska operationer och undervisning av befolkningen.
Det viktigaste var, menade Trinquier, att sätta stopp för fienden och injaga skräck, till exempel genom förhör, razzior och anhållanden, och genom att vinna över befolkningen på sin sida. Det mer regelrätta kriget skulle föras genom att bryta kontaktnätet mellan gerillorna och huvudorganisationen, medan gerillastyrkorna var den sista instansen att inrikta kraften på. Enligt den tyske militärhistorikern Werner Hahlweg begick Trinquier ett misstag, rent strategiskt sett, i och med det faktum att de styrkor han företrädde alltid var främmande element för den befolkning de var tvungna att vinna över på sin sida.
Trinquiers mest egenartade bidrag är möjligen studierna och tillämpningarna av terrorism och tortyr i samband med hans moderna krigföring. Han hävdade att det var omoraliskt att behandla terrorister som kriminella eller att hålla dem juridiskt ansvariga för deras handlingar. Enligt hans synsätt borde terrorister behandlas som soldater, med det tillägget att om de attackerade civila mål och inte använde uniform, kunde de torteras för att förråda sin organisation. Trinquiers kriterium för tortyr var att terroristen endast skulle efterfrågas uppgifter om sin organisation och rörelse, att utfrågarna måste veta vad de ville veta, och att så fort informationen hade erhållits måste tortyren upphöra och terroristen därefter behandlas som en krigsfånge (La guerre moderne, kapitel 4).
Frankrikes armé tillämpade Trinquiers taktiker under självständighetskriget i Algeriet; kortsiktigt var dessa taktiker framgångsrika. De uppmärksammades i pressen, men med litet eller inget gensvar från allmänheten, eftersom taktikerna ansågs vara nödvändiga. I ett långsiktigt perspektiv skulle dessa taktiker, i synnerhet tortyren, debatteras i fransk press de närmaste årtiondena.
US Army visade länge intresse för Trinquiers erfarenheter och teorier när de förberedde de gröna baskrarna, en kontragerilla i Sydvietnam under tidiga 1960-talet.